# Büchlberg

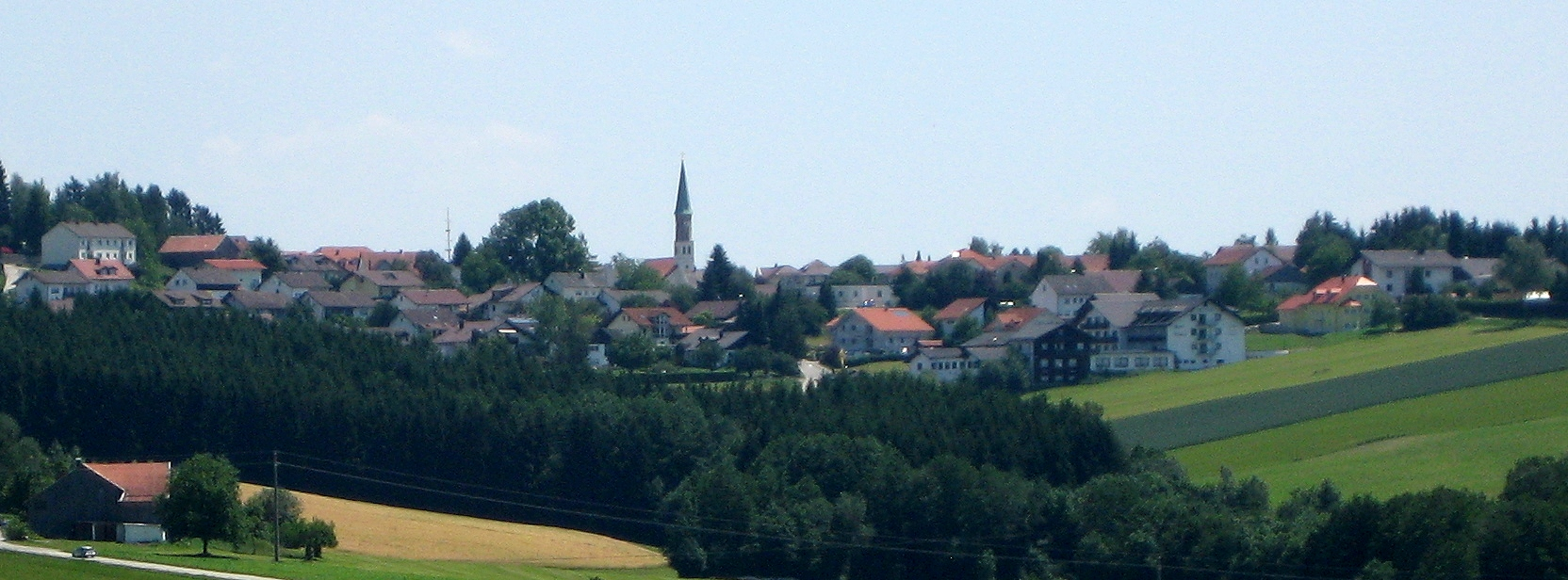
Büchlberg

Büchlberg là một đô thị ở huyện Passau bang Bayern thuộc nước Đức.